# ЛМС
ЛМС — посёлок в Троицком административном округе Москвы (до 1 июля 2012 года был в составе Подольского района Московской области). Входит в состав района Вороново.

## История
Годом основания посёлка считается 1952-й. Тогда на территории Вороновской машинно-тракторной станции (МТС) было построено новое здание ремонтной мастерской. Рядом с МТС начали строиться бараки и малоэтажные дома. В 1960 году МТС была преобразована в лугомелиоративную станцию (ЛМС). Эта станция просуществовала около двух лет, но именно она дала название посёлку. По какой-то причине на советских картах обозначался как посёлок «свх. Вороново», а не ЛМС. 17 марта 1992 в посёлке состоялся так называемый VI съезд народных депутатов. 1 июля 2012 года посёлок ЛМС вошёл в состав Троицкого административного округа Москвы.

## Население
| 2002 | 2006  | 2010  |
| ---- | ----- | ----- |
| 5414 | ↗5425 | ↘5238 |

Согласно Всероссийской переписи, в 2002 году в посёлке проживало 5414 человек (2472 мужчины и 2942 женщины); преобладающая национальность — русские (93 %).

## География
Посёлок ЛМС расположен примерно в 63 км к юго-западу от центра Москвы. Рядом с посёлком проходят Калужское шоссе и Варшавское шоссе. Ближайшие станции метро — Ольховая (39 км), Теплый Стан (45 км) и Бунинская аллея (43 км).
В посёлке есть несколько детских садов, средняя школа, школа искусств, Дом культуры с сетью кружков и больница с вертолётной площадкой для приёма экстренных пациентов.
Развита торговая инфраструктура — есть рынок, магазины сетей «Магнит», «Пятёрочка», «Дикси».
Развита и спортивная инфраструктура, есть современный спортзал со множеством секций, футбольное поле, зимой поддерживается сеть лыжных трасс и проводятся соревнования. В посёлке проводятся этапы кубка России по спортивной ходьбе, в 2018 прошёл первый Гран-при России по северной (скандинавской) ходьбе.
Недалеко от посёлка — усадьба Вороново с церковью Спаса Нерукотворного, храм Покрова Пресвятой Богородицы в Покровском, церковь Иконы Божией Матери Феодоровская в селе Ворсино (бывшее родовое имение Колычевых).

## Парки и общественные пространства
В 2019 году в посёлке появилась зона отдыха у пруда рядом с Калчевым ручьем. Комплексное благоустройство по программе «Мой район» позволило соединить пространство у пруда и у Дома культуры «Дружба». Очистили пруд, укрепили берег и подключили три плавающих фонтана. На набережной установлены новые ограждения и лавочки. Через речку проложены мостики. Есть детская и спортивная площадки. Вдоль прогулочной зоны установлены качели-«коконы», чугунные беседки, навигационные указатели. Оборудована открытая площадка-сцена. Установлена парковка для велосипедов.